# Gesetz über steuerliche Begleitmaßnahmen zur Einführung der Europäischen Gesellschaft und zur Änderung weiterer steuerrechtlicher Vorschriften
Das Gesetz über steuerliche Begleitmaßnahmen zur Einführung der Europäischen Gesellschaft und zur Änderung weiterer steuerrechtlicher Vorschriften (SEStEG) ist ein Gesetz, das die Vorschriften im deutschen Steuerrecht zur Umstrukturierung von Unternehmen an neuere Entwicklungen des europäischen Rechts im Bereich des Gesellschaftsrechts und des Steuerrechts anpasst. Kern des Gesetzes ist ein neues Umwandlungssteuergesetz. Daneben werden das Einkommensteuergesetz, das Körperschaftsteuergesetz und einige weitere Steuergesetze und Rechtsverordnungen geändert.
Das SEStEG wird zur Umsetzung der Fusionsrichtlinie erlassen, insbesondere werden detaillierte Regelungen zur europäischen Gesellschaft (SE) in das Umwandlungssteuergesetz eingeführt. Ein wesentliches Ziel des Gesetzes ist die Vereinfachung grenzüberschreitender Unternehmensumstrukturierungen innerhalb der Europäischen Gemeinschaft.
Das auch als „neues Umwandlungssteuergesetz“ bezeichnete Gesetz wurde am 9. November 2006 vom Bundestag beschlossen und ist am 13. Dezember 2006 in Kraft getreten.